# Babeldaob
Babeldaob, aussi appelée Babelthuap, est la plus grande île des Palaos. Partagée entre dix États sur les seize que compte le pays, l'île abrite la capitale Melekeok dans l'État du même nom.

## Géographie

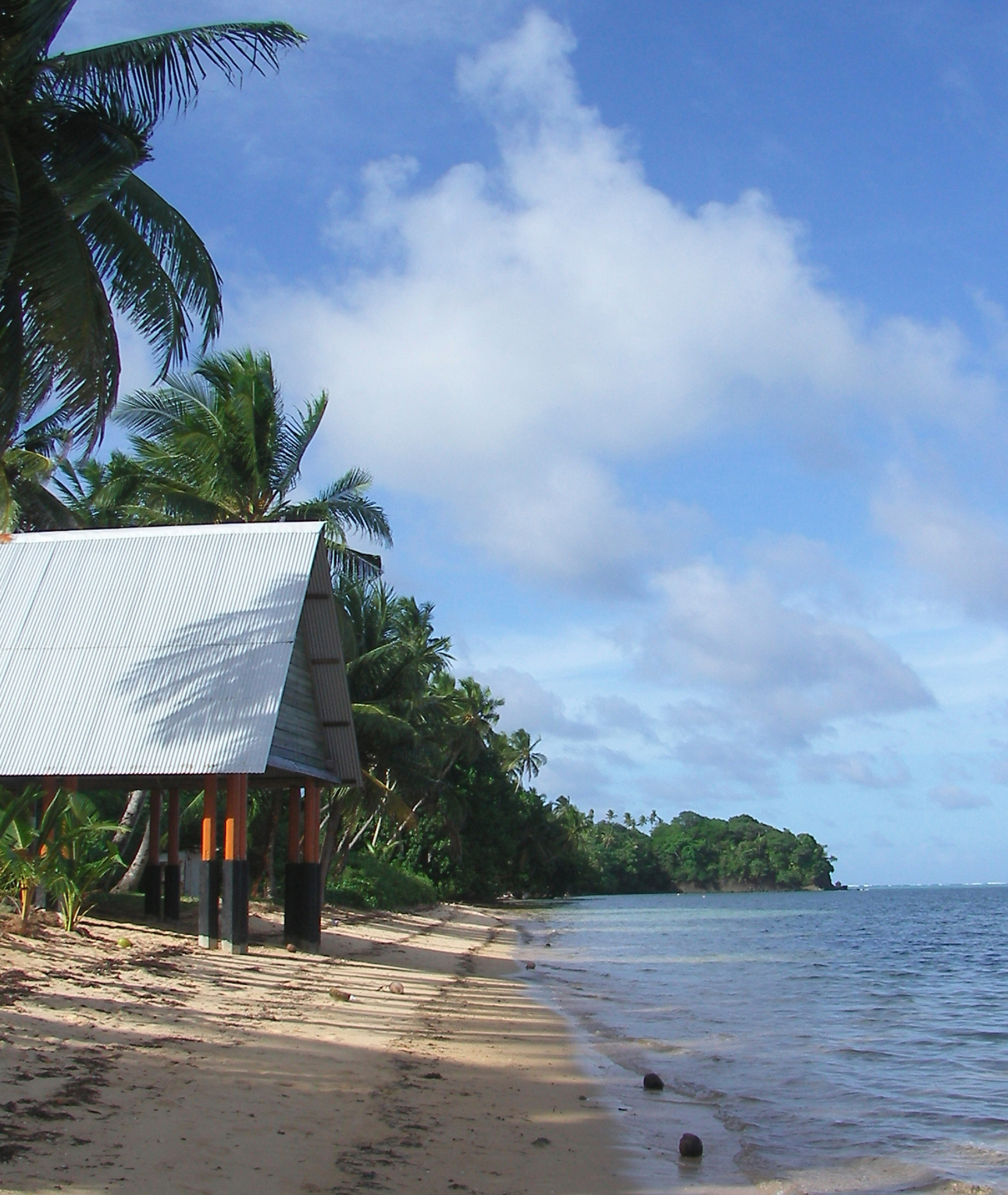
Plage près de Melekeok.

### Localisation
Babeldaob est située dans le nord des Palaos, entre la mer des Philippines à l'ouest et l'océan Pacifique à l'est. Elle est entourée par l'île de Kayangel au nord ainsi que l'île de Koror et les îles Chelbacheb au sud-est.

### Topographie
Avec 330 km2, Babeldaob constitue 70 % de la superficie des Palaos mais avec environ 6 000 habitants, elle n'abrite que 30 % de la population, le reste vivant majoritairement à Koror au sud-est, ce qui fait d'elle la deuxième île la plus peuplée du pays. L'île est divisée en dix États sur les seize que compte le pays : Aimeliik, Airai, Melekeok, Ngaraard, Ngarchelong, Ngardmau, Ngatpang, Ngchesar, Ngaremlengui et Ngiwal. L'État de Melekeok, situé à l'est, abrite Melekeok, la nouvelle capitale,. L'aéroport international Roman-Tmetuchl se trouve dans le sud de l'île, non loin du pont qui la relie à l'île de Koror et où se trouve Koror, l'ancienne capitale.
Contrairement aux autres îles du pays, Babeldaob est montagneuse et possède le point culminant du pays, le mont Ngerchelchuus avec 242 mètres d'altitude. Les collines du centre de l'île ont été formées il y a 70 millions d'années par une intense activité volcanique.

### Hydrologie
Chaque jour, Babeldaob reçoit environ 5,7 mm de précipitations. Cette eau est drainée par cinq principaux bassins versants dont le plus grand est celui de Ngeremeduu. Sur les 345 cours d'eau plus ou moins temporaires que compte le pays, la plupart se trouvent sur Babeldaob dont la rivière Ngerdorch, la plus longue du pays avec presque 116 kilomètres de longueur. En outre, l'île abrite les deux seuls plans d'eau du pays, le lac Ngardok à Melekeok avec 48,5 km2 de superficie et le lac Ngerkall à Ngaraard avec 4 km2 de superficie.

### Faune et flore
La forêt primaire couvre 170 km2 de Babeldaob, ce qui représente 88 % des forêts des Palaos, dont 25,7 km2 de mangroves pour seulement 0,16 km2 de cultures. Cette forêt est composée de 820 espèces de plantes dont 201 sont endémiques des Palaos et 235 ont été introduites.
Au niveau de la faune, 43 des 50 espèces d'oiseaux recensées aux Palaos se retrouvent sur Babeldaob, ses cours d'eau sont peuplés par une quarantaine d'espèces de poissons et le lac Ngardok est le lieu de vie de crocodiles d'eau douce.

## Histoire
Les sites archéologiques les plus anciens attestent que l'île est habitée au moins depuis le IIe millénaire av. J.-C. Des traces de cultures en terrasses ont été datées entre 1439 et 1110 av. J.-C. à Ngiwal, entre 1131 et 811 av. J.-C. à Ngatpang et entre 1410 et 998 av. J.-C. à Ngerdubech. Sur les 80 sites archéologiques considérés comme capitaux pour la conservation de l'héritage historique et culturel des Palaos, 55 se trouvent sur Babeldaob.

### Source
- (en) Palau Conservation Society - Babeldaob